# Tour d'Italie 2015
La 98e édition du Tour d'Italie, l'un des trois grands tours, s'est déroulée du 9 au 31 mai 2015. Il s'agit de la 15e épreuve de l'UCI World Tour 2015. Le Giro part de San Lorenzo al Mare, le 9 mai, avec un contre-la-montre par équipes de 17,6 km et se termine à Milan, le 31 mai, avec une étape de plaine de 185 km. 197 coureurs répartis en 22 équipes participent au premier grand tour de la saison. La course est remportée pour la deuxième fois de sa carrière par l'Espagnol Alberto Contador, de l'équipe Tinkoff-Saxo. Il devance deux coureurs de l'équipe Astana, l'Italien Fabio Aru et l'Espagnol Mikel Landa.
Contador s'empare de la tête du classement général à l'issue de la première arrivée au sommet de la course lors de la cinquième étape. Sa défense du maillot rose est remise en cause lorsqu'il se démet l'épaule gauche à la suite d'une chute au cours du sprint de la sixième étape. Il continue finalement la course et réussit à maintenir son avance jusqu'à la treizième étape où il est victime d'un autre accident. Il perd du temps et son maillot rose au profit de Fabio Aru. Cependant, lors du long contre-la-montre individuel de 59,4 km disputé le lendemain, il reprend un avantage considérable sur l'ensemble de ses rivaux et récupère le maillot rose, qu'il conserve jusqu'à l'arrivée à Milan. Il remporte son deuxième Giro, après le Tour d'Italie 2008. Il a aussi remporté la course 2011 avant d'être déclassé en raison d'un contrôle positif au clenbutérol. Comme en 2008, Contador n'a remporté aucune étape pendant le Giro, mais ses bons classements sur chaque étape de montagne lui ont permis de conserver une avance supérieure à deux minutes par rapport à son dauphin. La deuxième place revient à Fabio Aru, qui, en dépit d'une contre-performance sur le contre-la-montre individuel et une mauvaise performance lors de l'ascension du col du Mortirolo, a remporté les 19e et 20e étapes. Le podium est complété par la révélation de la course, Mikel Landa, qui a également remporté deux étapes.
Parmi les autres classements de la course, l'Italien Giacomo Nizzolo de la Trek Factory Racing s'adjuge le classement par points, sans avoir gagné d'étape. Le coureur de la Movistar Giovanni Visconti remporte le classement de la montagne après s'être emparé du maillot bleu lors de la 19e étape composée de trois ascensions de première catégorie. Aru termine également meilleur jeune de ce Giro (coureur de 25 ans le mieux classé au classement général), avec près de deux heures d'avance sur son dauphin. Enfin, l'équipe kazakhe Astana remporte les deux classements par équipes (aux temps et aux points).

## Présentation

### Parcours

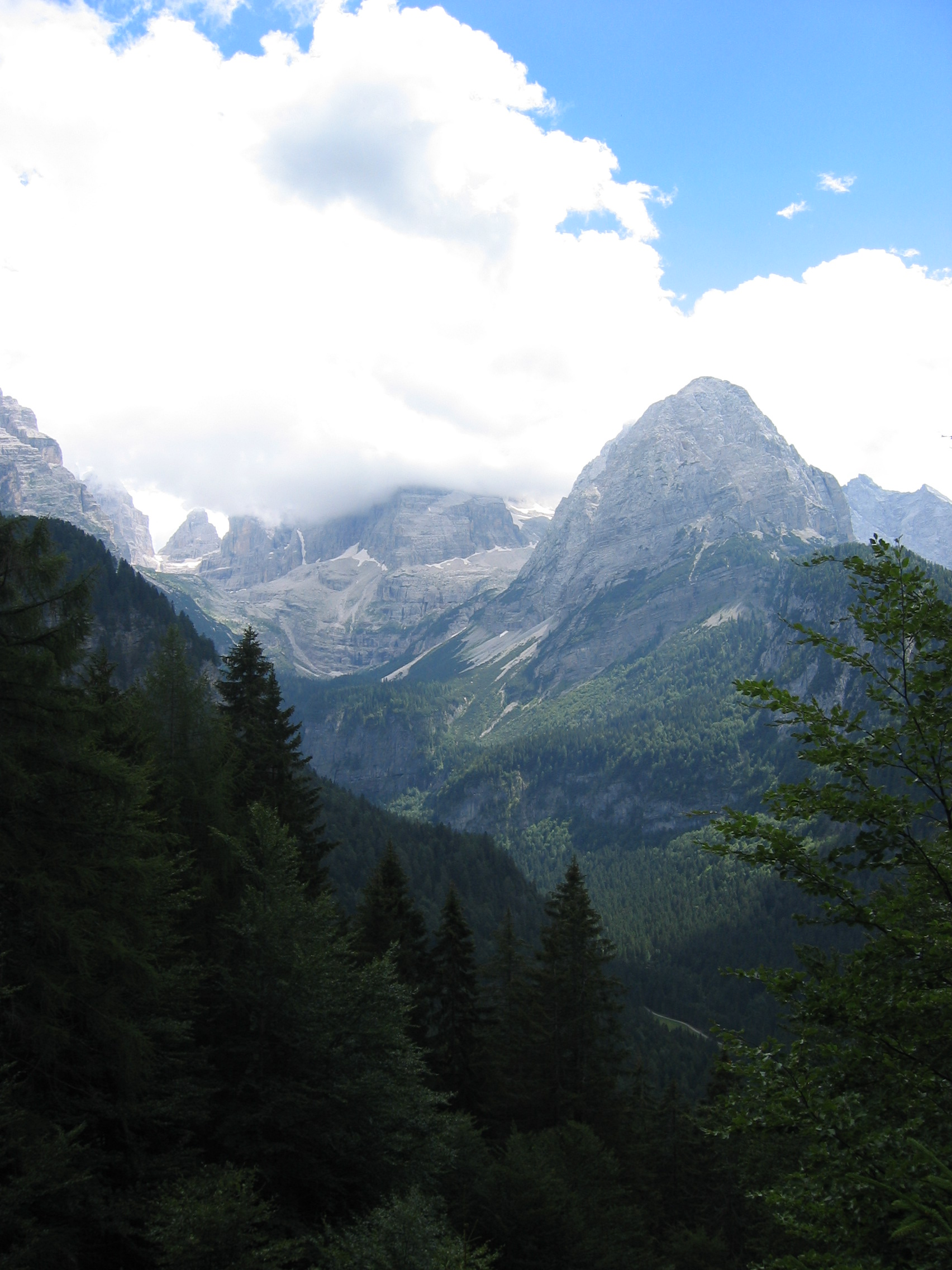
Les Dolomites, dans les environs de Madonna di Campiglio, où se terminent la quinzième étape.

L'épreuve débute par un contre-la-montre par équipe de 17,6 km, puis une étape de plaine. S'ensuivra une étape de moyenne montagne, dont les 25 derniers kilomètres sont plats, et une étape vraiment vallonnée, avec le sommet de la dernière côte à 10 km de l'arrivée. Après une arrivée au sommet de la longue montée vers Abetone, les sprinteurs auront une opportunité avec la 6e étape, puis ce sera au tour des puncheurs, avec une étape longue de 263 km et deux côtes non-répertoriées dans les 15 derniers kilomètres.
Pour le deuxième week-end de course, les organisateurs ont programmé deux nouvelles étapes difficiles : la 8e étape se termine au sommet de la montée vers Campitello Matese, après deux autres montées répertoriées, notamment le long Forca d'Acero dans la première moitié de l'étape ; la 9e étape comprend de nombreuses ascensions, dont la dernière répertoriée voit son sommet placé à 12 km de la ligne. Après le premier jour de repos et une étape de plaine, la 11e étape se termine par trois tours de circuit autour d'Imola, avec une ascension (Tre Monti) et une arrivée sur le circuit automobile. Les coureurs arriveront ensuite au sommet de la courte mais explosive montée vers le Sanctuaire de la Madone de Monte Berico, puis feront une étape toute plate.
Un contre-la-montre de près de 60 km avec deux bosses est ensuite au programme, puis ce sera la première étape de haute montagne, avec trois cols dont l'enchaînement du passo Daone et de la montée finale vers Madonna di Campiglio. La deuxième journée de repos est suivie par l'étape-reine de la course : les coureurs enchaînent le Campo Carlo Magno, le passo del Tonale, la montée vers Aprica, le très difficile Mortirolo (12,8 km à 10,1 %, une pente maximale de 18 %) et la montée finale vers Aprica. L'étape suivante est assez plate et arrive à Lugano, en Suisse. Le final de la 18e étape est marqué par le monte Ologno et la descente vers l'arrivée à Verbania. Les coureurs affrontent alors deux nouvelles étapes très difficiles. La 19e étape comprend l'enchaînement du Saint-Barthélémy, le Col de Saint-Pantaléon et l'ascension finale vers Cervinia. La 20e étape enchaîne le Colle delle Finestre et ses portions non-asphaltées, Cima Coppi, et la montée finale vers Sestrières, comme en 2005 et 2011. La course se conclut par une étape de plaine entre Turin et Milan,. Les 3 481,8 km de l'épreuve se répartissent donc entre sept étapes de plaine, sept étapes de moyenne montagne, cinq étapes de montagne, un contre-la-montre par équipe et un contre-la-montre individuel, avec une dernière semaine particulièrement difficile comme à l'accoutumée.
Dans les semaines précédant la présentation du parcours, Vincenzo Nibali et Alberto Contador ont fait part de leurs envies de doubler en 2015 le Giro avec le Tour de France. Le parcours ajouterait du piment à ce duel, car avec un très long contre-la-montre et de difficiles enchaînement de cols, il n'avantage aucun des deux coureurs. L'organisation a proposé un parcours varié et complet, « typique de grand tour » et qui avantage les grimpeurs grâce au fait que « dès la troisième étape, il devrait y avoir du tri au classement général, moins de tension et donc moins de danger ». Pour les coureurs et l'organisation, les points-clé du parcours sont le contre-la-montre individuel particulièrement long et la dernière semaine très montagneuse : cela devrait favoriser des coureurs complets, permettre « une course fantastique » pour le président de l'UCI Brian Cookson, tandis que la météo aura aussi son importance selon Contador et pour Fabio Aru cela rendra la course « encore plus belle ».

### Équipes
L'organisateur RCS Sport a communiqué la liste des cinq équipes invitées le 19 janvier 2015. Vingt-deux équipes participent à ce Tour d'Italie - dix-sept WorldTeams et cinq équipes continentales professionnelles :
| UCI WorldTeams      | UCI WorldTeams | UCI WorldTeams |
| Nom de l'équipe     | Pays           | Code           |
| ------------------- | -------------- | -------------- |
| AG2R La Mondiale    | France         | ALM            |
| Astana              | Kazakhstan     | AST            |
| BMC Racing          | États-Unis     | BMC            |
| Cannondale-Garmin   | États-Unis     | TCG            |
| Etixx-Quick Step    | Belgique       | EQS            |
| FDJ                 | France         | FDJ            |
| Giant-Alpecin       | Allemagne      | TGA            |
| IAM                 | Suisse         | IAM            |
| Katusha             | Russie         | KAT            |
| Lampre-Merida       | Italie         | LAM            |
| Lotto NL-Jumbo      | Pays-Bas       | TLJ            |
| Lotto-Soudal        | Belgique       | LTS            |
| Movistar            | Espagne        | MOV            |
| Orica-GreenEDGE     | Australie      | OGE            |
| Sky                 | Royaume-Uni    | SKY            |
| Tinkoff-Saxo        | Russie         | TCS            |
| Trek Factory Racing | États-Unis     | TFR            |

| Équipes continentales professionnelles | Équipes continentales professionnelles | Équipes continentales professionnelles |
| Nom de l'équipe                        | Pays                                   | Code                                   |
| -------------------------------------- | -------------------------------------- | -------------------------------------- |
| Androni Giocattoli-Sidermec            | Italie                                 | AND                                    |
| Bardiani CSF                           | Italie                                 | BAR                                    |
| CCC Sprandi Polkowice                  | Pologne                                | CCC                                    |
| Nippo-Vini Fantini                     | Italie                                 | NIP                                    |
| Southeast                              | Italie                                 | STH                                    |

### Coureurs

#### Hommage
Le dossard 108 est retiré pour la quatrième année consécutive en hommage au Belge Wouter Weylandt décédé sur les routes du Tour d'Italie 2011 avec ce même dossard,.

#### Favoris pour le classement général

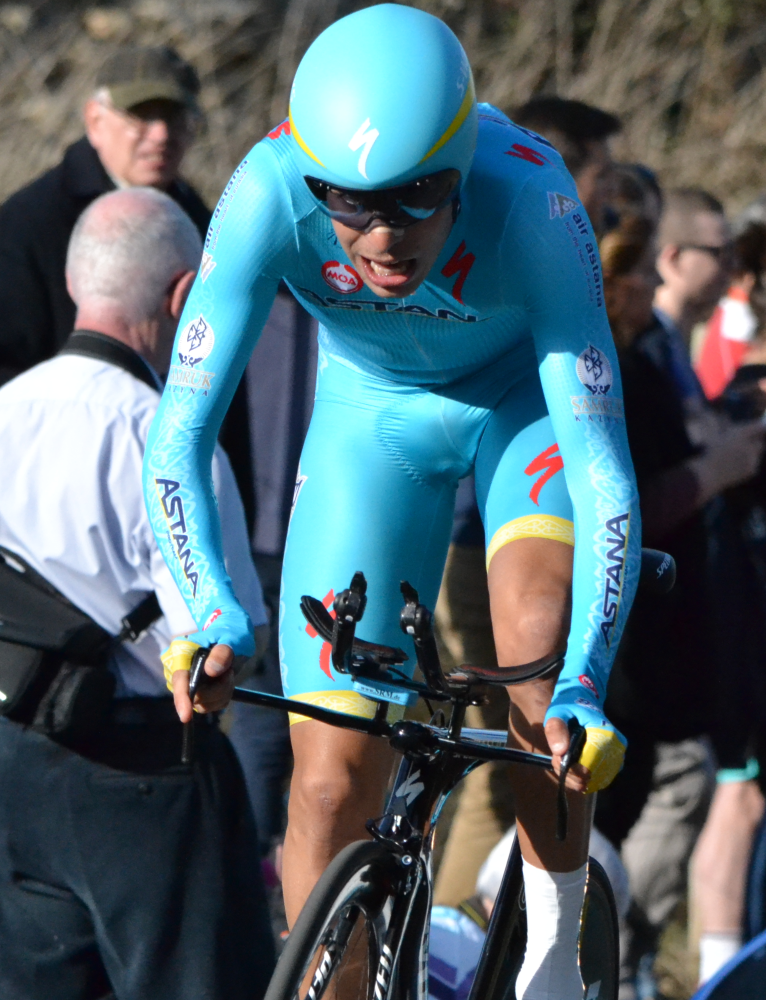
Fabio Aru est l'un des favoris de la course et la meilleure chance de victoire pour les Italiens.

Le tenant du titre, le Colombien Nairo Quintana a choisi de ne pas défendre son titre afin de se concentrer sur le Tour de France. Avant le début de la course, l'Espagnol Alberto Contador est considéré comme le principal favori pour gagner la course. Contador espère gagner l'édition de cette année du Giro ainsi que le Tour de France (qui commence en juillet), pour succèder à l'Italien Marco Pantani dernier coureur à avoir réalisé le doublé Giro-Tour en 1998. Néanmoins, son début de saison est jugé décevant, avec seulement une seule victoire lors de la troisième étape du Tour d'Andalousie, même si Contador « s'attendait à ne pas avoir des résultats aussi brillant que les années précédentes ». Son principal adversaire sera l'Australien Richie Porte. Ce dernier réalise un début de saison solide en remportant le championnat d'Australie du contre-la-montre, Paris-Nice (plus deux victoires d'étapes), le Tour de Catalogne et le Tour du Trentin (plus une victoire d'étape). Porte est en très grande forme, dans « la forme de sa vie », d'après Contador. Il bénéficie de la présence à ses côtés de Leopold König, septième du dernier Tour de France, et d'autres bons grimpeurs comme Mikel Nieve ou Sebastian Henao.
D'autres coureurs sont attendus pour se jouer la victoire au classement général. Parmi eux, le Colombien Rigoberto Urán, deuxième du Giro en 2013 et 2014 et l'Italien Fabio Aru, troisième de l'épreuve l'année dernière[Quand ?]. 
Les outsiders pour viser un bon classement sont l'Italien Domenico Pozzovivo (cinquième l'année dernière[Quand ?]), le Belge Jurgen Van den Broeck (auteur d'un top 10 sur les trois grands tours), le Russe Ilnur Zakarin (vainqueur du récent Tour de Romandie) et le Canadien Ryder Hesjedal (vainqueur du Tour d'Italie en 2012),.

#### Favoris pour le classement par points
Pour le maillot rouge récompensant le vainqueur du classement par points, les favoris sont les sprinteurs.

Le principal sprinteur engagé dans la course est l'Allemand André Greipel. Ses principaux concurrents sont des sprinteurs italiens Elia Viviani, Sacha Modolo, Giacomo Nizzolo, Roberto Ferrari, Matteo Pelucchi ou Fabio Felline, l'Australien Michael Matthews, le Slovène Luka Mezgec ou le Néerlandais Moreno Hofland. D'autres coureurs, plus complets, peuvent également faire de ce classement un objectif, comme le Belge Philippe Gilbert, l'Espagnol Juan José Lobato ou l'Italien Diego Ulissi.

#### Favoris pour le classement de la montagne

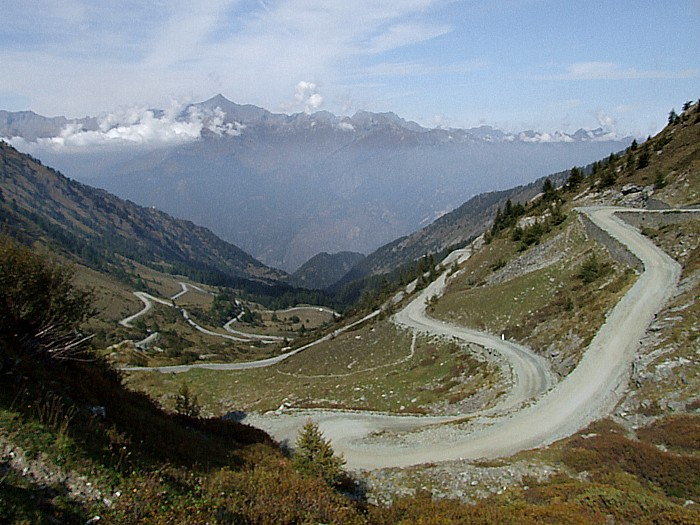
Le chemin de terre qui mène au col du Finestre.

Le Colombien Julián Arredondo a remporté le classement de la montagne lors du Tour d'Italie précédent. Il ne défend pas son titre puisqu'il vise le Tour de France cette année. Le maillot de meilleur grimpeur est souvent gagné par un bon grimpeur qui ne vise pas le classement général. De cette façon, le coureur obtient plus de liberté et peut lancer des attaques de loin, pour collecter les points sur les montées parsemées tout le long du parcours.
Parmi les principaux prétendants, on retrouve un ancien vainqueur l'Italien Stefano Pirazzi lauréat en 2013, ainsi que ses coéquipiers Francesco Manuel Bongiorno et Edoardo Zardini ou d'autres coureurs réputés bons grimpeurs comme Damiano Cunego, Giovanni Visconti, Igor Antón, Dayer Quintana voire Ryder Hesjedal s'il perd du temps au général.
Les principaux favoris pour le classement général Alberto Contador, Richie Porte, Fabio Aru, Rigoberto Urán et Domenico Pozzovivo sont des candidats naturels au maillot bleu grâce au nombre important d'arrivées au sommet,.
39 ascensions sont répertoriées pour le classement de la montagne. La Cima Coppi est le col du Finestre qui est au programme de l'avant dernière étape. En plus, les coureurs franchissent neuf cols de première catégorie, huit de deuxième catégorie, treize de troisième catégorie et huit de quatrième catégorie.

#### Favoris pour le classement du meilleur jeune
Le favori pour l'obtention du maillot blanc est l'Italien Fabio Aru, deuxième du classement du meilleur jeune (meilleur coureur de moins de 25 ans au classement général) l'année précédente et troisième du général. Les outsiders sont les Colombiens Esteban Chaves et Sebastián Henao, ainsi que l'Italien Davide Formolo,.

## Récit de la course

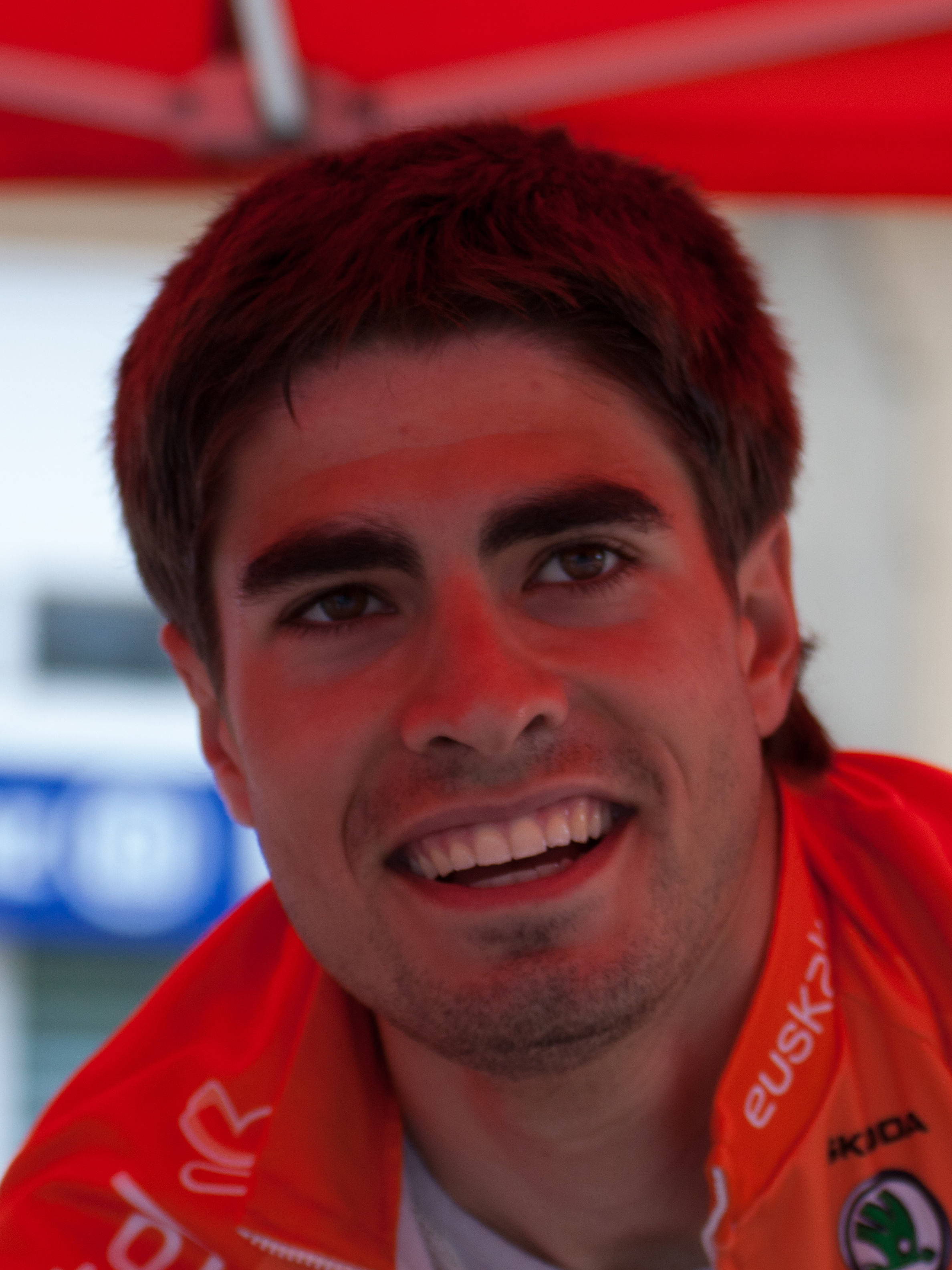
Mikel Landa est la surprise de ce Giro, il remporte deux étapes de montagne et se classe troisième du classement général.

La course commence avec un contre-la-montre par équipes disputé le long de la piste cyclable de la Riviera del Flori dans Ligurie. Orica-GreenEDGE remporte cette première étape, tandis que l'Australien Simon Gerrans devient le premier porteur du maillot rose. La deuxième étape, qui est marquée par plusieurs chutes, est remportée au sprint par l'Italien Elia Viviani (Sky). Cette victoire lui permet de s'emparer du maillot rouge de leader du classement par points. L'Australien Michael Matthews, mieux classé sur l'étape, récupère le maillot rose à son coéquipier Gerrans. Lors d'une troisième étape très courte et nerveuse, l'Australien Michael Matthews, déjà en rose, s'impose au sprint alors que beaucoup des autres sprinters n'ont pas réussi à passer les difficultés du jour. Cette étape voit aussi l'abandon d'un outsider de ce Giro, Domenico Pozzovivo.

## Bilan
En remportant ce Tour d'Italie, Alberto Contador ajoute un septième grand tour à son palmarès. Ce total égale celui de Miguel Indurain, vainqueur de cinq Tours de France et deux Tours d'Italie. Il confirme sa domination sur les coureurs de sa génération en ce qui concerne les courses à étapes : parmi les coureurs en activité en 2015, aucun à l'exception de son coéquipier Ivan Basso (vainqueur du Giro en 2006 et 2010) n'a remporté l'un des grands tours plus d'une fois, alors que Contador compte désormais plusieurs victoires sur chaque grand tour. Parmi les vainqueurs de grands tours, Contador se distingue désormais par sa longévité : ses succès s'étendant de 2007 à 2015, sa période de victoires est plus longue que celle des quintuples vainqueurs du Tour de France Jacques Anquetil (1957-1964), Eddy Merckx (1968-1974), Bernard Hinault (1978-1985) et Miguel Indurain (1991-1995).

## Étapes
| Étape     | Date        | Villes étapes                                 |                              | Distance (km)    | Vainqueur d’étape | Leader du classement général |                  |
| --------- | ----------- | --------------------------------------------- | ---------------------------- | ---------------- | ----------------- | ---------------------------- | ---------------- |
| 1re étape | Sam. 9 mai  | San Lorenzo al Mare – San Remo                | Contre-la-montre par équipes | 17,6             | Orica-GreenEDGE   | Simon Gerrans                |                  |
| 2e étape  | Dim. 10 mai | Albenga – Gênes                               | Étape de plaine              | 177              | Elia Viviani      | Michael Matthews             |                  |
| 3e étape  | Lun. 11 mai | Rapallo – Sestri Levante                      | Étape de moyenne montagne    | 136              | Michael Matthews  | Michael Matthews             |                  |
| 4e étape  | Mar. 12 mai | Chiavari – La Spezia                          | Étape de moyenne montagne    | 150              | Davide Formolo    | Simon Clarke                 |                  |
| 5e étape  | Mer. 13 mai | La Spezia – Abetone                           | Étape de moyenne montagne    | 152              | Jan Polanc        | Alberto Contador             |                  |
| 6e étape  | Jeu. 14 mai | Montecatini Terme – Castiglione della Pescaia | Étape accidentée             | 183              | André Greipel     | Alberto Contador             |                  |
| 7e étape  | Ven. 15 mai | Grosseto – Fiuggi                             | Étape accidentée             | 264              | Diego Ulissi      | Alberto Contador             |                  |
| 8e étape  | Sam. 16 mai | Fiuggi – Campitello Matese                    | Étape de montagne            | 186              | Beñat Intxausti   | Alberto Contador             |                  |
| 9e étape  | Dim. 17 mai | Bénévent – San Giorgio del Sannio             | Étape de moyenne montagne    | 215              | Paolo Tiralongo   | Alberto Contador             |                  |
|           | Lun. 18 mai |                                               | Journée de repos             | Journée de repos | Journée de repos  | Journée de repos             | Journée de repos |
| 10e étape | Mar. 19 mai | Civitanova Marche – Forlì                     | Étape de plaine              | 200              | Nicola Boem       | Alberto Contador             |                  |
| 11e étape | Mer. 20 mai | Forlì – Imola (Autodromo Ferrari)             | Étape de moyenne montagne    | 153              | Ilnur Zakarin     | Alberto Contador             |                  |
| 12e étape | Jeu. 21 mai | Imola – Vicence                               | Étape accidentée             | 190              | Philippe Gilbert  | Alberto Contador             |                  |
| 13e étape | Ven. 22 mai | Montecchio Maggiore – Jesolo                  | Étape de plaine              | 147              | Sacha Modolo      | Fabio Aru                    |                  |
| 14e étape | Sam. 23 mai | Trévise – Valdobbiadene                       | Contre-la-montre individuel  | 59,4             | Vasil Kiryienka   | Alberto Contador             |                  |
| 15e étape | Dim. 24 mai | Marostica – Madonna di Campiglio              | Étape de montagne            | 165              | Mikel Landa       | Alberto Contador             |                  |
|           | Lun. 25 mai |                                               | Journée de repos             | Journée de repos | Journée de repos  | Journée de repos             | Journée de repos |
| 16e étape | Mar. 26 mai | Pinzolo – Aprica                              | Étape de montagne            | 174              | Mikel Landa       | Alberto Contador             |                  |
| 17e étape | Mer. 27 mai | Tirano – Lugano(SUI)                          | Étape accidentée             | 134              | Sacha Modolo      | Alberto Contador             |                  |
| 18e étape | Jeu. 28 mai | Melide(SUI) – Verbania                        | Étape de moyenne montagne    | 170              | Philippe Gilbert  | Alberto Contador             |                  |
| 19e étape | Ven. 29 mai | Gravellona Toce – Cervinia                    | Étape de montagne            | 236              | Fabio Aru         | Alberto Contador             |                  |
| 20e étape | Sam. 30 mai | Saint-Vincent – Sestrières                    | Étape de montagne            | 199              | Fabio Aru         | Alberto Contador             |                  |
| 21e étape | Dim. 31 mai | Turin – Milan                                 | Étape de plaine              | 178              | Iljo Keisse       | Alberto Contador             |                  |

## Classements finals

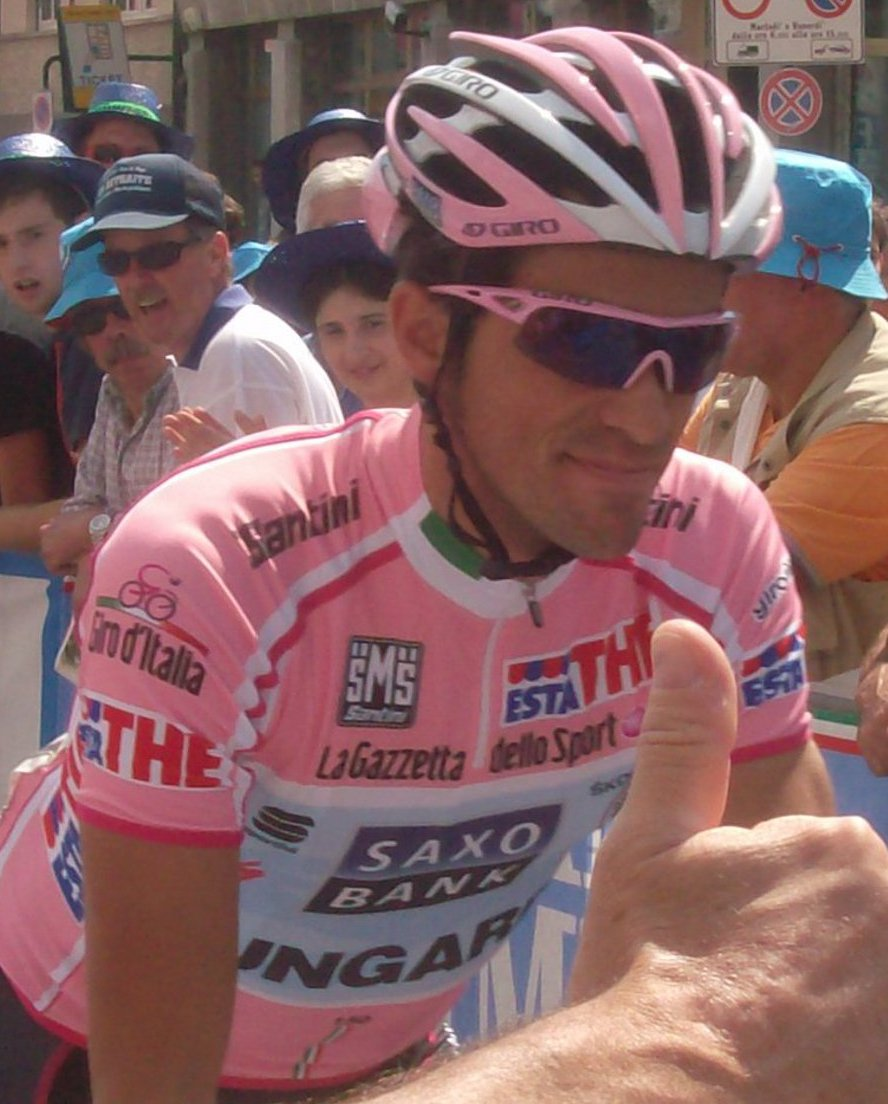
Alberto Contador avec le maillot rose lors du Tour d'Italie 2011.

### Classement général
| Classement final général | Classement final général | Classement final général | Classement final général | Classement final général |
|                          | Coureur                  | Pays                     | Équipe                   | Temps                    |
| ------------------------ | ------------------------ | ------------------------ | ------------------------ | ------------------------ |
| 1er                      | Alberto Contador         | Espagne                  | Tinkoff-Saxo             | en 88 h 22 min 25 s      |
| 2e                       | Fabio Aru                | Italie                   | Astana                   | + 1 min 53 s             |
| 3e                       | Mikel Landa              | Espagne                  | Astana                   | + 3 min 5 s              |
| 4e                       | Andrey Amador            | Costa Rica               | Movistar                 | + 8 min 10 s             |
| 5e                       | Ryder Hesjedal           | Canada                   | Cannondale-Garmin        | + 9 min 52 s             |
| 6e                       | Leopold König            | Tchéquie                 | Sky                      | + 10 min 41 s            |
| 7e                       | Steven Kruijswijk        | Pays-Bas                 | Lotto NL-Jumbo           | + 10 min 53 s            |
| 8e                       | Damiano Caruso           | Italie                   | BMC Racing               | + 12 min 8 s             |
| 9e                       | Alexandre Geniez         | France                   | FDJ                      | + 15 min 51 s            |
| 10e                      | Yury Trofimov            | Russie                   | Katusha                  | + 16 min 14 s            |
| 11e                      | Maxime Monfort           | Belgique                 | Lotto-Soudal             | + 17 min 51 s            |
| 12e                      | Jurgen Van den Broeck    | Belgique                 | Lotto-Soudal             | + 25 min 12 s            |
| 13e                      | Tanel Kangert            | Estonie                  | Astana                   | + 28 min 5 s             |
| 14e                      | Rigoberto Urán           | Colombie                 | Etixx-Quick Step         | + 28 min 26 s            |
| 15e                      | Amaël Moinard            | France                   | BMC Racing               | + 30 min 35 s            |
| 16e                      | Darwin Atapuma           | Colombie                 | BMC Racing               | + 40 min 36 s            |
| 17e                      | Mikel Nieve              | Espagne                  | Sky                      | + 48 min 24 s            |
| 18e                      | Giovanni Visconti        | Italie                   | Movistar                 | + 50 min 32 s            |
| 19e                      | Paolo Tiralongo          | Italie                   | Astana                   | + 1 h 3 min 38 s         |
| 20e                      | Carlos Betancur          | Colombie                 | AG2R La Mondiale         | + 1 h 17 min 27 s        |
| modifier                 |                          |                          |                          |                          |

### Classements annexes
| Classement par points | Classement par points | Classement par points | Classement par points       | Classement par points |
| --------------------- | --------------------- | --------------------- | --------------------------- | --------------------- |
|                       | Coureur               | Pays                  | Équipe                      | Point(s)              |
| 1er                   | Giacomo Nizzolo       | Italie                | Trek Factory Racing         | 181 points            |
| 2e                    | Philippe Gilbert      | Belgique              | BMC Racing                  | 148 pts               |
| 3e                    | Sacha Modolo          | Italie                | Lampre-Merida               | 147 pts               |
| 4e                    | Elia Viviani          | Italie                | Sky                         | 144 pts               |
| 5e                    | Nicola Boem           | Italie                | Bardiani CSF                | 127 pts               |
| 6e                    | Iljo Keisse           | Belgique              | Etixx-Quick Step            | 98 pts                |
| 7e                    | Alberto Contador      | Espagne               | Tinkoff-Saxo                | 96 pts                |
| 8e                    | Marco Bandiera        | Italie                | Androni Giocattoli-Sidermec | 92 pts                |
| 9e                    | Diego Ulissi          | Italie                | Lampre-Merida               | 83 pts                |
| 10e                   | Luka Mezgec           | Slovénie              | Giant-Alpecin               | 78 pts                |
| modifier              |                       |                       |                             |                       |

| Classement du meilleur grimpeur | Classement du meilleur grimpeur | Classement du meilleur grimpeur | Classement du meilleur grimpeur | Classement du meilleur grimpeur |
| ------------------------------- | ------------------------------- | ------------------------------- | ------------------------------- | ------------------------------- |
|                                 | Coureur                         | Pays                            | Équipe                          | Point(s)                        |
| 1er                             | Giovanni Visconti               | Italie                          | Movistar                        | 125 points                      |
| 2e                              | Mikel Landa                     | Espagne                         | Astana                          | 122 pts                         |
| 3e                              | Steven Kruijswijk               | Pays-Bas                        | Lotto NL-Jumbo                  | 115 pts                         |
| 4e                              | Beñat Intxausti                 | Espagne                         | Movistar                        | 107 pts                         |
| 5e                              | Fabio Aru                       | Italie                          | Astana                          | 80 pts                          |
| 6e                              | Carlos Betancur                 | Colombie                        | AG2R La Mondiale                | 75 pts                          |
| 7e                              | Ryder Hesjedal                  | Canada                          | Cannondale-Garmin               | 70 pts                          |
| 8e                              | Simon Geschke                   | Allemagne                       | Giant-Alpecin                   | 53 pts                          |
| 9e                              | Pavel Kochetkov                 | Russie                          | Katusha                         | 52 pts                          |
| 10e                             | Alberto Contador                | Espagne                         | Tinkoff-Saxo                    | 51 pts                          |
| modifier                        |                                 |                                 |                                 |                                 |

| Classement du meilleur jeune | Classement du meilleur jeune | Classement du meilleur jeune | Classement du meilleur jeune | Classement du meilleur jeune |
|                              | Coureur                      | Pays                         | Équipe                       | Temps                        |
| ---------------------------- | ---------------------------- | ---------------------------- | ---------------------------- | ---------------------------- |
| 1er                          | Fabio Aru                    | Italie                       | Astana                       | en 88 h 24 min 18 s          |
| 2e                           | Davide Formolo               | Italie                       | Cannondale-Garmin            | + 1 h 51 min 46 s            |
| 3e                           | Fabio Felline                | Italie                       | Trek Factory Racing          | + 1 h 54 min 4 s             |
| 4e                           | Sebastián Henao              | Colombie                     | Sky                          | + 2 h 37 min 35 s            |
| 5e                           | Kenny Elissonde              | France                       | FDJ                          | + 2 h 45 min 4 s             |
| 6e                           | Silvan Dillier               | Suisse                       | BMC Racing                   | + 2 h 51 min 11 s            |
| 7e                           | Jan Polanc                   | Slovénie                     | Lampre-Merida                | + 2 h 53 min 15 s            |
| 8e                           | Esteban Chaves               | Colombie                     | Orica-GreenEDGE              | + 2 h 59 min 44 s            |
| 9e                           | F-M Bongiorno                | Italie                       | Bardiani CSF                 | + 3 h 10 min 43 s            |
| 10e                          | Rubén Fernández              | Espagne                      | Movistar                     | + 3 h 16 min 23 s            |
| modifier                     |                              |                              |                              |                              |

| Classement par équipes aux temps | Classement par équipes aux temps | Classement par équipes aux temps | Classement par équipes aux temps |
|                                  | Équipe                           | Pays                             | Temps                            |
| -------------------------------- | -------------------------------- | -------------------------------- | -------------------------------- |
| 1re                              | Astana                           | Kazakhstan                       | en 264 h 42 min 31 s             |
| 2e                               | BMC Racing                       | États-Unis                       | + 43 min 16 s                    |
| 3e                               | Sky                              | Royaume-Uni                      | + 1 h 13 min 51 s                |
| 4e                               | Movistar                         | Espagne                          | + 1 h 20 min 16 s                |
| 5e                               | Cannondale-Garmin                | États-Unis                       | + 2 h 26 min 57 s                |
| 6e                               | Lotto-Soudal                     | Belgique                         | + 3 h 2 min 42 s                 |
| 7e                               | Tinkoff-Saxo                     | Russie                           | + 3 h 14 min 36 s                |
| 8e                               | Katusha                          | Russie                           | + 3 h 32 min 21 s                |
| 9e                               | FDJ                              | France                           | + 4 h 27 min 13 s                |
| 10e                              | Etixx-Quick Step                 | Belgique                         | + 4 h 43 min 52 s                |
| modifier                         |                                  |                                  |                                  |

| \| Classement par équipes aux points \| Classement par équipes aux points \| Classement par équipes aux points \| Classement par équipes aux points \| Classement par équipes aux points \| \| \| Équipes \| Pays \| \| Point(s) \| \| --------------------------------- \| --------------------------------- \| --------------------------------- \| --------------------------------- \| --------------------------------- \| \| Vainqueur \| Astana \| Kazakhstan \| \| 640 \| \| 2e \| BMC Racing \| États-Unis \| \| 334 \| \| 3e \| Lampre-Merida \| Italie \| \| 317 \| \| 4e \| Sky \| Royaume-Uni \| \| 284 \| \| 5e \| Movistar \| Espagne \| \| 272 \| \| 6e \| Orica-GreenEDGE \| Australie \| \| 251 \| \| 7e \| Lotto NL-Jumbo \| Pays-Bas \| \| 239 \| \| 8e \| Bardiani CSF \| Italie \| \| 238 \| \| 9e \| Tinkoff-Saxo \| Russie \| \| 233 \| \| 10e \| Katusha \| Russie \| \| 233 \| \| modifier \| \| \| \| \| | - Classement des sprints intermédiaires : Marco Bandiera - Classement de la combativité : Philippe Gilbert - Classement Azzurri d'Italia : Mikel Landa - Classement Fuga Pinarello : Marco Bandiera - Classement énergie : Fabio Aru - Prix du Fair-Play : Nippo-Vini Fantini - Cima Coppi : Mikel Landa |             |  |          |
| Classement par équipes aux points | |             |  |          |
| | Équipes | Pays        |  | Point(s) |
| Vainqueur | Astana | Kazakhstan  |  | 640      |
| 2e | BMC Racing | États-Unis  |  | 334      |
| 3e | Lampre-Merida | Italie      |  | 317      |
| 4e | Sky | Royaume-Uni |  | 284      |
| 5e | Movistar | Espagne     |  | 272      |
| 6e | Orica-GreenEDGE | Australie   |  | 251      |
| 7e | Lotto NL-Jumbo | Pays-Bas    |  | 239      |
| 8e | Bardiani CSF | Italie      |  | 238      |
| 9e | Tinkoff-Saxo | Russie      |  | 233      |
| 10e | Katusha | Russie      |  | 233      |
| modifier | |             |  |          |

### UCI World Tour
Ce Tour d'Italie attribue des points pour l'UCI World Tour 2015, par équipes uniquement aux équipes ayant un label WorldTeam, individuellement uniquement aux coureurs des équipes ayant un label WorldTeam.
| Position,          | 1er | 2e  | 3e  | 4e | 5e | 6e | 7e | 8e | 9e | 10e | 11e | 12e | 13e | 14e | 15e | 16e | 17e | 18e | 19e | 20e |
| Classement général | 170 | 130 | 100 | 90 | 80 | 70 | 60 | 52 | 44 | 38  | 32  | 26  | 22  | 18  | 14  | 10  | 8   | 6   | 4   | 2   |
| Par étape          | 16  | 8   | 4   | 2  | 1  |    |    |    |    |     |     |     |     |     |     |     |     |     |     |     |

| #  | Coureur           | Équipe            | Points |
| -- | ----------------- | ----------------- | ------ |
| 1  | Alberto Contador  | Tinkoff-Saxo      | 193    |
| 2  | Fabio Aru         | Astana            | 170    |
| 3  | Mikel Landa       | Astana            | 142    |
| 4  | Ryder Hesjedal    | Cannondale-Garmin | 96     |
| 5  | Andrey Amador     | Movistar          | 91     |
| 6  | Steven Kruijswijk | Lotto NL-Jumbo    | 80     |
| 7  | Leopold König     | Sky               | 70     |
| 8  | Damiano Caruso    | BMC Racing        | 64     |
| 9  | Yury Trofimov     | Katusha           | 48     |
| 10 | Alexandre Geniez  | FDJ               | 44     |

| Suite du classement (11-44) | Suite du classement (11-44) | Suite du classement (11-44) | Suite du classement (11-44) |
| --------------------------- | --------------------------- | --------------------------- | --------------------------- |
| #                           | Coureur                     | Équipe                      | Points                      |
| 11                          | Sacha Modolo                | Lampre-Merida               | 36                          |
| -                           | Philippe Gilbert            | BMC Racing                  | 36                          |
| 13                          | Maxime Monfort              | Lotto-Soudal                | 32                          |
| 14                          | Jurgen Van den Broeck       | Lotto-Soudal                | 26                          |
| -                           | Rigoberto Urán              | Etixx-Quick Step            | 26                          |
| 16                          | Tanel Kangert               | Astana                      | 24                          |
| 17                          | Paolo Tiralongo             | Astana                      | 21                          |
| 18                          | André Greipel               | Lotto-Soudal                | 20                          |
| -                           | Diego Ulissi                | Lampre-Merida               | 20                          |
| -                           | Elia Viviani                | Sky                         | 20                          |
| 21                          | Giacomo Nizzolo             | Trek Factory Racing         | 19                          |
| 22                          | Beñat Intxausti             | Movistar                    | 18                          |
| 23                          | Amaël Moinard               | BMC Racing                  | 17                          |
| 24                          | Michael Matthews            | Orica-GreenEDGE             | 16                          |
| -                           | Davide Formolo              | Cannondale-Garmin           | 16                          |
| -                           | Jan Polanc                  | Lampre-Merida               | 16                          |
| -                           | Ilnur Zakarin               | Katusha                     | 16                          |
| -                           | Vasil Kiryienka             | Sky                         | 16                          |
| -                           | Iljo Keisse                 | Etixx-Quick Step            | 16                          |
| 30                          | Sylvain Chavanel            | IAM                         | 12                          |
| 31                          | Darwin Atapuma              | BMC Racing                  | 10                          |
| -                           | Carlos Betancur             | AG2R La Mondiale            | 10                          |
| 33                          | Moreno Hofland              | Lotto NL-Jumbo              | 8                           |
| -                           | Fabio Felline               | Trek Factory Racing         | 8                           |
| -                           | Simon Clarke                | Orica-GreenEDGE             | 8                           |
| -                           | Matteo Pelucchi             | IAM                         | 8                           |
| -                           | Juan José Lobato            | Movistar                    | 8                           |
| -                           | Luis León Sánchez           | Astana                      | 8                           |
| -                           | Luke Durbridge              | Orica-GreenEDGE             | 8                           |
| -                           | Giovanni Visconti           | Movistar                    | 8                           |
| -                           | Mikel Nieve                 | Sky                         | 8                           |
| 42                          | Simon Geschke               | Giant-Alpecin               | 6                           |
| -                           | Luka Mezgec                 | Giant-Alpecin               | 6                           |
| 44                          | Simon Gerrans               | Orica-GreenEDGE             | 4                           |
| -                           | Sébastien Reichenbach       | IAM                         | 4                           |
| -                           | Roger Kluge                 | IAM                         | 4                           |
| -                           | Alexander Porsev            | Katusha                     | 4                           |
| 48                          | Sergueï Lagoutine           | Katusha                     | 2                           |
| -                           | Alan Marangoni              | Cannondale-Garmin           | 2                           |
| -                           | Patrick Gretsch             | AG2R La Mondiale            | 2                           |
| -                           | Heinrich Haussler           | IAM                         | 2                           |
| 52                          | Esteban Chaves              | Orica-GreenEDGE             | 1                           |
| -                           | Richie Porte                | Sky                         | 1                           |
| -                           | Jesús Herrada               | Movistar                    | 1                           |
| -                           | Diego Rosa                  | Astana                      | 1                           |

## Évolution des classements
Le classement général, dont le leader porte le maillot rose, s'établit en additionnant les temps réalisés à chaque étape, puis en ôtant d'éventuelles bonifications (10, 6 et 4 s à l'arrivée des étapes en ligne et 3, 2 et 1 s à chaque sprint intermédiaire). En cas d'égalité, les critères de départage, dans l'ordre, sont : centièmes de seconde enregistrés lors des contre-la-montre, addition des places obtenues lors de chaque étape, place obtenue lors de la dernière étape. Ce classement est considéré comme le plus important de la course et le gagnant est le vainqueur du Giro.
Le leader du classement par points porte le maillot rouge. Pour la deuxième année consécutive, la répartition des points est différente selon le type d'étape. Ainsi, le classement par points est établi en fonction du barème suivant :
- Pour les arrivées des étapes dites « sans difficultés » ou de « basse difficulté » : 50 points, 35, 25, 18, 14, 12, 10, 8, 7, 6, 5, 4, 3, 2, 1 point pour les 15 premiers coureurs classés
- Pour les arrivées des étapes dites de « moyenne montagne » : 25 points, 18, 12, 8, 6, 5, 4, 3, 2, 1 point pour les 10 premiers coureurs classés
- Pour les arrivées des étapes dites de « haute montagne », les « contre-la-montre individuels » : 15 points, 12, 9, 7, 6, 5, 4, 3, 2 et 1 point pour les 10 premiers coureurs classés
- Pour les sprints intermédiaires des étapes de « sans difficultés » ou de « basse difficulté » : 20 points, 12, 8, 6, 4, 3, 2 et 1 point pour les 8 premiers coureurs classés
- Pour les sprints intermédiaires des étapes de « moyenne difficulté » : 10 points, 6, 3, 2 et 1 point pour les 5 premiers coureurs classés
- Pour les sprints intermédiaires des étapes de « haute montagne » : 8 points, 4 et 1 point pour les 3 premiers coureurs classés.

En cas d'égalité de points, les critères de départage, dans l'ordre, sont : nombre de victoires d'étape, nombre de sprints intermédiaires, classement général.
Le classement de la montagne, dont le leader porte le maillot bleu, change dans la répartition des points. Le nombre de catégories reste le même. Ainsi, le classement par points est établi en fonction du barème suivant : 
- Pour l'ascension dite Cima Coppi : 45, 30, 20, 14, 10, 6, 4, 2 et 1 point pour les 9 premiers coureurs classés
- Pour les ascensions de 1re catégorie : 35, 18, 12, 9, 6, 4, 2 et 1 point pour les 8 premiers coureurs classés
- Pour les ascensions de 2e catégorie : 15, 8, 6, 4, 2 et 1 point pour les 6 premiers coureurs classés
- Pour les ascensions de 3e catégorie : 7, 4, 2 et 1 point pour les 4 premiers coureurs classés
- Pour les ascensions de 4e catégorie : 3, 2 et 1 point pour les 3 premiers coureurs classés.

En cas d'égalité de points, les critères de départage, dans l'ordre, sont : nombre de premières places dans la Cima Coppi, les ascensions de 1re, de 2e, de 3e, puis de 4e catégorie, classement général.
Le classement du meilleur jeune, dont le leader porte le maillot blanc, est le classement général des coureurs nés depuis le 1er janvier 1990.
Il existe également deux classements pour les équipes.
Le premier est le Trofeo Fast Team (classement par équipe au temps). Le classement par équipes de l'étape est l'addition des trois meilleurs temps individuels de chaque équipe, sauf lors du contre-la-montre par équipes, où l'on prend le temps de l'équipe. En cas d'égalité, les critères de départage, dans l'ordre, sont : addition des places des 3 premiers coureurs des équipes concernées, place du meilleur coureur sur l'étape. Calculer le classement par équipes revient à additionner les classements par équipes de chaque étape. En cas d'égalité, les critères de départage, dans l'ordre, sont : nombre de premières places dans le classement par équipes du jour, nombre de deuxièmes places dans le classement par équipes du jour, etc., place au classement général du meilleur coureur des équipes concernées.
Le second est le classement Trofeo Super Team (classement par équipe par points). Après chaque étape, 
- L'équipe du premier marque 50 points, l'équipe du deuxième 35 points, 25, 18, 14, 12, 10, 8 et ainsi de suite jusqu'à l'équipe du quinzième qui marque 1 point, les points des différents coureurs d'une même équipe se cumulant.
- En plus des points distribués à l'arrivée, des points sont distribués aux sprints intermédiaires, (8, 5, 3, 2 et 1 point pour les étapes « sans difficultés » ou de « basse difficulté »), (8, 5 et 3 points pour les étapes de « moyenne difficulté »).

| Étape              | Vainqueur          | Classement général | Classement par points | Classement de la montagne | Classement du meilleur jeune | Classement par équipes aux temps | Classement par équipes aux points |
| ------------------ | ------------------ | ------------------ | --------------------- | ------------------------- | ---------------------------- | -------------------------------- | --------------------------------- |
| 1                  | Orica-GreenEDGE    | Simon Gerrans      | Non attribué          | Non attribué              | Michael Matthews             | Orica-GreenEDGE                  | Orica-GreenEDGE                   |
| 2                  | Elia Viviani       | Michael Matthews   | Elia Viviani          | Bert-Jan Lindeman         | Michael Matthews             | Orica-GreenEDGE                  | Orica-GreenEDGE                   |
| 3                  | Michael Matthews   | Michael Matthews   | Elia Viviani          | Pavel Kochetkov           | Michael Matthews             | Orica-GreenEDGE                  | Orica-GreenEDGE                   |
| 4                  | Davide Formolo     | Simon Clarke       | Elia Viviani          | Pavel Kochetkov           | Esteban Chaves               | Astana                           | Orica-GreenEDGE                   |
| 5                  | Jan Polanc         | Alberto Contador   | Elia Viviani          | Jan Polanc                | Fabio Aru                    | Astana                           | Orica-GreenEDGE                   |
| 6                  | André Greipel      | Alberto Contador   | André Greipel         | Jan Polanc                | Fabio Aru                    | Astana                           | Orica-GreenEDGE                   |
| 7                  | Diego Ulissi       | Alberto Contador   | Elia Viviani          | Jan Polanc                | Fabio Aru                    | Astana                           | Orica-GreenEDGE                   |
| 8                  | Beñat Intxausti    | Alberto Contador   | Elia Viviani          | Beñat Intxausti           | Fabio Aru                    | Astana                           | Orica-GreenEDGE                   |
| 9                  | Paolo Tiralongo    | Alberto Contador   | Elia Viviani          | Simon Geschke             | Fabio Aru                    | Astana                           | Astana                            |
| 10                 | Nicola Boem        | Alberto Contador   | Nicola Boem           | Simon Geschke             | Fabio Aru                    | Astana                           | Astana                            |
| 11                 | Ilnur Zakarin      | Alberto Contador   | Nicola Boem           | Beñat Intxausti           | Fabio Aru                    | Astana                           | Astana                            |
| 12                 | Philippe Gilbert   | Alberto Contador   | Nicola Boem           | Beñat Intxausti           | Fabio Aru                    | Astana                           | Astana                            |
| 13                 | Sacha Modolo       | Fabio Aru          | Elia Viviani          | Beñat Intxausti           | Fabio Aru                    | Astana                           | Astana                            |
| 14                 | Vasil Kiryienka    | Alberto Contador   | Elia Viviani          | Beñat Intxausti           | Fabio Aru                    | Astana                           | Astana                            |
| 15                 | Mikel Landa        | Alberto Contador   | Elia Viviani          | Beñat Intxausti           | Fabio Aru                    | Astana                           | Astana                            |
| 16                 | Mikel Landa        | Alberto Contador   | Elia Viviani          | Steven Kruijswijk         | Fabio Aru                    | Astana                           | Astana                            |
| 17                 | Sacha Modolo       | Alberto Contador   | Giacomo Nizzolo       | Steven Kruijswijk         | Fabio Aru                    | Astana                           | Astana                            |
| 18                 | Philippe Gilbert   | Alberto Contador   | Giacomo Nizzolo       | Steven Kruijswijk         | Fabio Aru                    | Astana                           | Astana                            |
| 19                 | Fabio Aru          | Alberto Contador   | Giacomo Nizzolo       | Giovanni Visconti         | Fabio Aru                    | Astana                           | Astana                            |
| 20                 | Fabio Aru          | Alberto Contador   | Giacomo Nizzolo       | Giovanni Visconti         | Fabio Aru                    | Astana                           | Astana                            |
| 21                 | Iljo Keisse        | Alberto Contador   | Giacomo Nizzolo       | Giovanni Visconti         | Fabio Aru                    | Astana                           | Astana                            |
| Classements finals | Classements finals | Alberto Contador   | Giacomo Nizzolo       | Giovanni Visconti         | Fabio Aru                    | Astana                           | Astana                            |

## Liste des participants
- Liste de départ complète

| Légende                             | Légende                                                                                                  | Légende                                | Légende                                                                                         |
| ----------------------------------- | --- | -------------------------------------- | ----------------------------------------------------------------------------------------------- |
| Num                                 | Dossard de départ porté par le coureur sur ce Tour d'Italie                                              | Pos                                    | Position finale au classement général                                                           |
| Leader du classement général        | Indique le vainqueur du classement général                                                               | Leader du classement par points        | Indique le vainqueur du classement par points                                                   |
| Leader du classement de la montagne | Indique le vainqueur du classement de la montagne                                                        | Leader du classement du meilleur jeune | Indique le vainqueur du classement du meilleur jeune                                            |
|                                     | Indique un maillot de champion national ou mondial, suivi de sa spécialité                               | #                                      | Indique la meilleure équipe aux temps                                                           |
| NP                                  | Indique un coureur qui n'a pas pris le départ d'une étape, suivi du numéro de l'étape où il s'est retiré | AB                                     | Indique un coureur qui n'a pas terminé une étape, suivi du numéro de l'étape où il s'est retiré |
| HD                                  | Indique un coureur qui a terminé une étape hors des délais, suivi du numéro de l'étape                   | EX                                     | Coureur exclu pour non-respect du règlement, suivi du numéro de l'étape                         |
| *                                   | Indique un coureur en lice pour le classement du meilleur jeune (coureurs nés après le 1er janvier 1990) |                                        |                                                                                                 |

| AG2R La Mondiale ALM | AG2R La Mondiale ALM     | AG2R La Mondiale ALM |
| -------------------- | ------------------------ | -------------------- |
| Num                  | Coureur                  | Pos                  |
| 1                    | Domenico Pozzovivo (ITA) | AB-3                 |
| 2                    | Julien Bérard (FRA)      | 105e                 |
| 3                    | Carlos Betancur (COL)    | 20e                  |
| 4                    | Axel Domont (FRA)*       | 75e                  |
| 5                    | Hubert Dupont (FRA)      | 42e                  |
| 6                    | Patrick Gretsch (GER)    | 94e                  |
| 7                    | Hugo Houle (CAN)*        | 113e                 |
| 8                    | Matteo Montaguti (ITA)   | 54e                  |
| 9                    | Rinaldo Nocentini (ITA)  | 73e                  |

| Androni Giocattoli-Sidermec AND | Androni Giocattoli-Sidermec AND | Androni Giocattoli-Sidermec AND |
| ------------------------------- | ------------------------------- | ------------------------------- |
| Num                             | Coureur                         | Pos                             |
| 11                              | Franco Pellizotti (ITA)         | 24e                             |
| 12                              | Davide Appollonio (ITA)         | 123e                            |
| 13                              | Marco Bandiera (ITA)            | 155e                            |
| 14                              | Tiziano Dall'Antonia (ITA)      | HD-5                            |
| 15                              | Marco Frapporti (ITA)           | 98e                             |
| 16                              | Oscar Gatto (ITA)               | NP-15                           |
| 17                              | Simone Stortoni (ITA)           | 50e                             |
| 18                              | Serghei Țvetcov (ROU)           | 139e                            |
| 19                              | Gianfranco Zilioli (ITA)*       | 71e                             |

| Astana # AST | Astana # AST            | Astana # AST |
| ------------ | ----------------------- | ------------ |
| Num          | Coureur                 | Pos          |
| 21           | Fabio Aru (ITA)*        | 2e           |
| 22           | Dario Cataldo (ITA)     | 25e          |
| 23           | Tanel Kangert (EST)     | 13e          |
| 24           | Mikel Landa (ESP)*      | 3e           |
| 25           | Davide Malacarne (ITA)  | 85e          |
| 26           | Diego Rosa (ITA)        | 23e          |
| 27           | Luis León Sánchez (ESP) | 35e          |
| 28           | Paolo Tiralongo (ITA)   | 19e          |
| 29           | Andrey Zeits (KAZ)      | 59e          |

| Bardiani CSF BAR | Bardiani CSF BAR           | Bardiani CSF BAR |
| ---------------- | -------------------------- | ---------------- |
| Num              | Coureur                    | Pos              |
| 31               | Francesco Bongiorno (ITA)* | 60e              |
| 32               | Enrico Barbin (ITA)*       | AB-17            |
| 33               | Enrico Battaglin (ITA)     | AB-19            |
| 34               | Nicola Boem (ITA)          | 159e             |
| 35               | Luca Chirico (ITA)*        | 88e              |
| 36               | Sonny Colbrelli (ITA)*     | 100e             |
| 37               | Stefano Pirazzi (ITA)      | 22e              |
| 38               | Nicola Ruffoni (ITA)*      | AB-15            |
| 39               | Edoardo Zardini (ITA)      | 82e              |

| BMC | BMC                    | BMC   |
| --- | ---------------------- | ----- |
| Num | Coureur                | Pos   |
| 41  | Philippe Gilbert (BEL) | 39e   |
| 42  | Darwin Atapuma (COL)   | 16e   |
| 43  | Brent Bookwalter (USA) | 66e   |
| 44  | Marcus Burghardt (GER) | 70e   |
| 45  | Damiano Caruso (ITA)   | 8e    |
| 46  | Silvan Dillier (SUI)*  | 52e   |
| 47  | Stefan Küng (SUI)*     | AB-12 |
| 48  | Amaël Moinard (FRA)    | 15e   |
| 49  | Rick Zabel (GER)*      | 142e  |

| CCC Sprandi Polkowice CCC | CCC Sprandi Polkowice CCC | CCC Sprandi Polkowice CCC |
| ------------------------- | ------------------------- | ------------------------- |
| Num                       | Coureur                   | Pos                       |
| 51                        | Maciej Paterski (POL)     | 79e                       |
| 52                        | Grega Bole (SLO)          | 61e                       |
| 53                        | Jarosław Marycz (POL)     | AB-12                     |
| 54                        | Bartłomiej Matysiak (POL) | 140e                      |
| 55                        | Nikolay Mihaylov (BUL)    | 129e                      |
| 56                        | Łukasz Owsian (POL)*      | 118e                      |
| 57                        | Marek Rutkiewicz (POL)    | 81e                       |
| 58                        | Branislau Samoilau (BLR)  | 48e                       |
| 59                        | Sylwester Szmyd (POL)     | 45e                       |

| Etixx-Quick Step EQS | Etixx-Quick Step EQS       | Etixx-Quick Step EQS |
| -------------------- | -------------------------- | -------------------- |
| Num                  | Coureur                    | Pos                  |
| 61                   | Rigoberto Urán (COL) (Clm) | 14e                  |
| 62                   | Tom Boonen (BEL)           | NP-14                |
| 63                   | Maxime Bouet (FRA)         | 47e                  |
| 64                   | David de la Cruz (ESP)     | 34e                  |
| 65                   | Iljo Keisse (BEL)          | 145e                 |
| 66                   | Gianni Meersman (BEL)      | AB-4                 |
| 67                   | Fabio Sabatini (ITA)       | 110e                 |
| 68                   | Pieter Serry (BEL)         | AB-2                 |
| 69                   | Petr Vakoč (RTC)           | 116e                 |

| FDJ | FDJ                           | FDJ  |
| --- | ----------------------------- | ---- |
| Num | Coureur                       | Pos  |
| 71  | Alexandre Geniez (FRA)        | 9e   |
| 72  | Arnaud Courteille (FRA)       | 124e |
| 73  | Kenny Elissonde (FRA)*        | 46e  |
| 74  | Murilo Fischer (BRA)          | 130e |
| 75  | Francis Mourey (FRA)          | 43e  |
| 76  | Cédric Pineau (FRA)           | 121e |
| 77  | Kévin Réza (FRA)              | 103e |
| 78  | Anthony Roux (FRA)            | 87e  |
| 79  | Jussi Veikkanen (FIN) (Route) | 147e |

| IAM | IAM                             | IAM   |
| --- | ------------------------------- | ----- |
| Num | Coureur                         | Pos   |
| 81  | Sylvain Chavanel (FRA) (Clm)    | 36e   |
| 82  | Clément Chevrier (FRA)*         | 69e   |
| 83  | Stef Clement (NED)              | AB-15 |
| 84  | Heinrich Haussler (AUS) (Route) | 107e  |
| 85  | Roger Kluge (GER)               | 162e  |
| 86  | Matteo Pelucchi (ITA)           | AB-10 |
| 87  | Jérôme Pineau (FRA)             | AB-18 |
| 88  | Sébastien Reichenbach (SUI)     | AB-16 |
| 89  | Aleksejs Saramotins (LET)       | 161e  |

| Lampre-Merida LAM | Lampre-Merida LAM               | Lampre-Merida LAM |
| ----------------- | ------------------------------- | ----------------- |
| Num               | Coureur                         | Pos               |
| 91                | Diego Ulissi (ITA)              | 64e               |
| 92                | Roberto Ferrari (ITA)           | 133e              |
| 93                | Tsgabu Grmay (ETH)* (Route/Clm) | 91e               |
| 94                | Sacha Modolo (ITA)              | 126e              |
| 95                | Manuele Mori (ITA)              | 80e               |
| 96                | Przemysław Niemiec (POL)        | 40e               |
| 97                | Jan Polanc (SLO)*               | 53e               |
| 98                | Maximiliano Richeze (ARG)       | 127e              |
| 99                | Xu Gang (CHN)                   | AB-16             |

| Lotto-Soudal LTS | Lotto-Soudal LTS            | Lotto-Soudal LTS |
| ---------------- | --------------------------- | ---------------- |
| Num              | Coureur                     | Pos              |
| 100              | Jurgen Van den Broeck (BEL) | 12e              |
| 101              | Sander Armée (BEL)          | 65e              |
| 102              | Lars Bak (DAN)              | 90e              |
| 103              | Stig Broeckx (BEL)*         | AB-18            |
| 104              | André Greipel (GER) (Route) | NP-14            |
| 105              | Adam Hansen (AUS)           | 77e              |
| 106              | Gregory Henderson (NZL)     | NP-14            |
| 107              | Maxime Monfort (BEL)        | 11e              |
| 109              | Louis Vervaeke (BEL) *      | AB-16            |

| Movistar MOV | Movistar MOV                   | Movistar MOV |
| ------------ | ------------------------------ | ------------ |
| Num          | Coureur                        | Pos          |
| 111          | Beñat Intxausti (ESP)          | 29e          |
| 112          | Andrey Amador (CRC)            | 4e           |
| 113          | Igor Antón (ESP)               | 38e          |
| 114          | Rubén Fernández Andújar (ESP)* | 62e          |
| 115          | Jesús Herrada (ESP)*           | 74e          |
| 116          | Ion Izagirre (ESP) (Route)     | 27e          |
| 117          | Juan José Lobato (ESP)         | AB-18        |
| 118          | Dayer Quintana (COL)*          | 93e          |
| 119          | Giovanni Visconti (ITA)        | 18e          |

| Nippo-Vini Fantini NIP | Nippo-Vini Fantini NIP      | Nippo-Vini Fantini NIP |
| ---------------------- | --------------------------- | ---------------------- |
| Num                    | Coureur                     | Pos                    |
| 121                    | Damiano Cunego (ITA)        | AB-18                  |
| 122                    | Giacomo Berlato (ITA)*      | 101e                   |
| 123                    | Alessandro Bisolti (ITA)    | 49e                    |
| 124                    | Daniele Colli (ITA)         | NP-7                   |
| 125                    | Pierpaolo De Negri (ITA)    | 108e                   |
| 126                    | Eduard-Michael Grosu (ROU)* | 150e                   |
| 127                    | Manabu Ishibashi (JPN)*     | AB-9                   |
| 128                    | Alessandro Malaguti (ITA)   | 154e                   |
| 129                    | Riccardo Stacchiotti (ITA)* | 152e                   |

| Orica-GreenEDGE OGE | Orica-GreenEDGE OGE     | Orica-GreenEDGE OGE |
| ------------------- | ----------------------- | ------------------- |
| Num                 | Coureur                 | Pos                 |
| 131                 | Michael Matthews (AUS)* | NP-14               |
| 132                 | Sam Bewley (NZL)        | 122e                |
| 133                 | Esteban Chaves (COL)*   | 55e                 |
| 134                 | Simon Clarke (AUS)      | 63e                 |
| 135                 | Luke Durbridge (AUS)*   | 109e                |
| 136                 | Simon Gerrans (AUS)     | NP-13               |
| 137                 | Michael Hepburn (AUS)*  | 160e                |
| 138                 | Brett Lancaster (AUS)   | 128e                |
| 139                 | Pieter Weening (NED)    | 92e                 |

| Southeast STH | Southeast STH             | Southeast STH |
| ------------- | ------------------------- | ------------- |
| Num           | Coureur                   | Pos           |
| 141           | Manuel Belletti (ITA)     | AB-12         |
| 142           | Matteo Busato (ITA)       | 106e          |
| 143           | Elia Favilli (ITA)        | 104e          |
| 144           | Mauro Finetto (ITA)       | 57e           |
| 145           | Ramón Carretero (PAN)*    | AB-2          |
| 146           | Francesco Gavazzi (ITA)   | 58e           |
| 147           | Jonathan Monsalve (VEN)   | 30e           |
| 148           | Alessandro Petacchi (ITA) | AB-20         |
| 149           | Eugert Zhupa (ALB)*       | 157e          |

| Cannondale-Garmin TCG | Cannondale-Garmin TCG   | Cannondale-Garmin TCG |
| --------------------- | ----------------------- | --------------------- |
| Num                   | Coureur                 | Pos                   |
| 151                   | Ryder Hesjedal (CAN)    | 5e                    |
| 152                   | Janier Acevedo (COL)    | 120e                  |
| 153                   | Nathan Brown (USA)*     | 67e                   |
| 154                   | André Cardoso (POR)     | 21e                   |
| 155                   | Tom Danielson (USA)     | AB-15                 |
| 156                   | Davide Formolo (ITA)*   | 31e                   |
| 157                   | Alan Marangoni (ITA)    | 131e                  |
| 158                   | Tom-Jelte Slagter (NED) | 76e                   |
| 159                   | Davide Villella (ITA)*  | 78e                   |

| Giant-Alpecin TGA | Giant-Alpecin TGA        | Giant-Alpecin TGA |
| ----------------- | ------------------------ | ----------------- |
| Num               | Coureur                  | Pos               |
| 161               | Luka Mezgec (SLO)        | 138e              |
| 162               | Nikias Arndt (GER)*      | 148e              |
| 163               | Bert De Backer (BEL)     | 158e              |
| 164               | Caleb Fairly (USA)       | 134e              |
| 165               | Simon Geschke (GER)      | 89e               |
| 166               | Chad Haga (USA)          | 99e               |
| 167               | Ji Cheng (CHN)           | 156e              |
| 168               | Tobias Ludvigsson (SUE)* | 83e               |
| 169               | Tom Stamsnijder (NED)    | 153e              |

| Katusha KAT | Katusha KAT                    | Katusha KAT |
| ----------- | ------------------------------ | ----------- |
| Num         | Coureur                        | Pos         |
| 171         | Luca Paolini (ITA)             | 111e        |
| 172         | Maxim Belkov (RUS)             | 102e        |
| 173         | Sergey Chernetskiy (RUS)*      | 114e        |
| 174         | Sergueï Lagoutine (RUS)        | 72e         |
| 175         | Alexander Porsev (RUS) (Route) | 132e        |
| 176         | Pavel Kochetkov (RUS)          | 37e         |
| 177         | Yury Trofimov (RUS)            | 10e         |
| 178         | Anton Vorobyev (RUS)* (Clm)    | NP-3        |
| 179         | Ilnur Zakarin (RUS)            | 44e         |

| Lotto NL-Jumbo TLJ | Lotto NL-Jumbo TLJ        | Lotto NL-Jumbo TLJ |
| ------------------ | ------------------------- | ------------------ |
| Num                | Coureur                   | Pos                |
| 181                | Steven Kruijswijk (NED)   | 7e                 |
| 182                | George Bennett (NZL)*     | NP-1               |
| 183                | Rick Flens (NED)          | 144e               |
| 184                | Moreno Hofland (NED)*     | 136e               |
| 185                | Martijn Keizer (NED)      | 56e                |
| 186                | Bert-Jan Lindeman (NED)   | 95e                |
| 187                | Maarten Tjallingii (NED)  | 119e               |
| 188                | Nick van der Lijke (NED)* | 86e                |
| 189                | Robert Wagner (GER)       | AB-4               |

| Sky SKY | Sky SKY                   | Sky SKY |
| ------- | ------------------------- | ------- |
| Num     | Coureur                   | Pos     |
| 191     | Richie Porte (AUS) (Clm)  | NP-16   |
| 192     | Sebastián Henao (COL)*    | 41e     |
| 193     | Vasil Kiryienka (BLR)     | 84e     |
| 194     | Leopold König (RTC)       | 6e      |
| 195     | Bernhard Eisel (AUT)      | 143e    |
| 196     | Mikel Nieve (ESP)         | 17e     |
| 197     | Salvatore Puccio (ITA)    | 68e     |
| 198     | Kanstantsin Siutsou (BLR) | 26e     |
| 199     | Elia Viviani (ITA)        | 125e    |

| Tinkoff-Saxo TCS | Tinkoff-Saxo TCS              | Tinkoff-Saxo TCS |
| ---------------- | ----------------------------- | ---------------- |
| Num              | Coureur                       | Pos              |
| 201              | Alberto Contador (ESP)        | 1er              |
| 202              | Ivan Basso (ITA)              | 51e              |
| 203              | Manuele Boaro (ITA)           | 96e              |
| 204              | Christopher Juul Jensen (DAN) | 135e             |
| 205              | Roman Kreuziger (RTC)         | 28e              |
| 206              | Sérgio Paulinho (POR)         | 97e              |
| 207              | Michael Rogers (AUS)          | 33e              |
| 208              | Ivan Rovny (RUS)              | 115e             |
| 209              | Matteo Tosatto (ITA)          | 112e             |

| Trek Factory Racing TFR | Trek Factory Racing TFR        | Trek Factory Racing TFR |
| ----------------------- | ------------------------------ | ----------------------- |
| Num                     | Coureur                        | Pos                     |
| 211                     | Giacomo Nizzolo (ITA)          | 137e                    |
| 212                     | Eugenio Alafaci (ITA)*         | 141e                    |
| 213                     | Fumiyuki Beppu (JPN) (Clm)     | 117e                    |
| 214                     | Marco Coledan (ITA)            | 163e                    |
| 215                     | Fabio Felline (ITA)*           | 32e                     |
| 216                     | Fábio Silvestre (POR)*         | 149e                    |
| 217                     | Boy van Poppel (NED)           | 146e                    |
| 218                     | Kristof Vandewalle (BEL) (Clm) | NP-15                   |
| 219                     | Calvin Watson (AUS)*           | 151e                    |